# Заказник
Заказники́, або зака́зники (від заказати — «заборонити») — природоохоронні об'єкти. На відміну від заповідників, можуть бути постійними або тимчасовими; у заказниках можливе часткове взяття під охорону тварин, рослин або інших природних ресурсів.

## Про поняття «заказник»
Нерідко термін «заказник» вживають як синонім слова «заповідник», однак згідно із Законом України про ПЗФ (1992) заказники є нижчими категоріями природно-заповідних об'єктів порівняно з природними заповідниками і біосферними резерватами.
Територія заказників позначається на місцевості межовими охоронними знаками.

## Класифікація
Залежно від характеру, мети організації і необхідності режиму охорони заказники поділяють на:
- ландшафтні;
- лісові;
- ботанічні;
- загальнозоологічні;
- орнітологічні;
- ентомологічні;
- іхтіологічні;
- гідрологічні;
- загальногеологічні;
- палеонтологічні;
- карстово-спелеологічні.

## Організація
Завдання, науковий профіль, особливості природоохоронного режиму й характеру функціонування заказників визначають у положеннях про них, які розробляють відповідно до Закону України «Про природно-заповідний фонд України» і затвердження у Міністерстві охорони навколишнього природного середовища України. Створення заказника відбувається без вилучення земельних ділянок, водних та інших природних об'єктів у їхніх власників або користувачів, які беруть на себе зобов'язання щодо забезпечення режиму їх охорони та збереження.

## Діяльність на території заказників
На території заказників обмежена або заборонена діяльність, що суперечить цілям і завданням, передбаченим положенням про них. Господарська, наукова та інша діяльність, що не суперечить меті і завданням заказників, проводять із дотриманням загальних вимог до охорони навколишнього природного середовища.
Власники або користувачі земельних ділянок, водних та інших природних об'єктів, оголошених заказниками, зобов'язуються забезпечити режим їх охорони та збереження.

## Проблеми охорони заказників
Через неясне формулювання статті 26 «Основні вимоги щодо режиму заказників» Закону «Про природно-заповідний фонд України», яка дозволяє не тільки забороняти, а й обмежувати в заказниках господарську діяльність, багато заказників є фікцією. Наприклад, у них здійснюється дуже інтенсивна лісогосподарська діяльність. Так, «Санітарні правила в лісах України» дозволяють у заказниках та інших об'єктах природно-заповідного фонду проводити вибіркові та суцільні санітарні рубки. «Правила поліпшення якісного складу лісів» дозволяють в заказниках рубки формування і оздоровлення лісів. Під виглядом санітарних рубок в заказниках нерідко вирубуються найкращі дерева. Наприклад, в заказнику «Дзвінківський» поблизу міста Києва були вирубані чудові корабельні сосни. Іншою серйозною проблемою функціонування заказників є відсутність документів на винос території в натуру, що дозволяє місцевим органам влади ухвалювати рішення про забудову кордонів заказників. Нерідко в площі заказників, з метою збільшення відсотка природно-заповідного фонду області, включаються території, які не мають екологічної чи інших цінностей.
Згідно «Санітарних правил в лісах України», затверджених постановою Кабінету Міністрів України від 27 липня 1995 р. № 555 (із змінами), «Правил поліпшення якісного складу лісів», затверджених постановою Кабінету Міністрів України від 12 травня 2007 р. № 724 і «Порядку спеціального використування лісових ресурсів», затвердженого постановою Кабінету Міністрів України від 23 травня 2007 р. № 761, заказники з незрозумілих причин віднесені до таких об'єктів природно-заповідного фонду, де можливо навіть проведення рубок головного користування, як вибіркових, так і суцільних. Окрім цього, в заповідниках дозволено проводити суцільні і вибіркові санітарні рубки, а також очищення лісу від мертвої деревини («ліквідацію захаращеності»). При цьому узгодження з департаментами екології обласних держадміністрацій для проведення як рубок головного користування, так і санітарних рубок, а також очищення лісу від мертвої деревини не потрібні. Подібне антиекологічне законодавство дозволяє проводити в заповідниках (як місцевого, так і загальнодержавного значення) наймасовіші і найбільш неконтрольовані рубки серед усіх об'єктів природно-заповідного фонду. Так, в середньому у кожній області України щорічно вирубається близько 17200 м3 деревини на площі близько 400 га, а в середньому щорічно по Україні — близько 412500 м3 деревини на площі близько 9600 га. У Київській області рубками пройдений кожен четвертий заповідник, що має ліс.